# Bjursjön (Målilla socken, Småland)
Bjursjön är en sjö i Hultsfreds kommun i Småland och ingår i Emåns huvudavrinningsområde.